# Калинина, Виктория Викторовна
Виктория Викторовна Калинина (род. 8 декабря 1988 года, Майкоп) — российская гандболистка, вратарь. Олимпийская чемпионка игр 2016 года в Рио-де-Жанейро в составе  сборной России. Заслуженный мастер спорта. Мастер спорта международного класса (2016).

## Биография
Карьеру начинала в АГУ-«Адыиф» (Майкоп), после чего в 2008 году стала выступать за ГК-53 (Москва), где играла до 2009 года. В составе ГК-53 участвовала в Кубке ЕГФ.
С 2009 по 2013 годы — игрок «Звезды». В составе Звенигородской команды Виктория стала:
- Двукратным серебряным призёром чемпионата России (2009, 2010),
- Бронзовым призёром чемпионата России (2013),
- Двукратным обладателем Кубка России,

три раза в составе «Звезды» доходила до 1/4 финала кубка обладателей кубков (2010, 2011, 2012).
С 2013 по 2015 годы — игрок «Кубани».
С 2015 по 2016 год игрок «Астраханочки». В начале сезона 2015/2016 была отдана в аренду на 3 месяца в АГУ-Адыиф.
С 2016 — игрок «Кубани».
В 2015 — бронзовый призёр чемпионата России,
В 2016 — обладатель золотых медалей чемпионата России.
В 2016 — финалистка Кубка России.
В 2015 и 2016 в составе «Астраханочки» доходила до 1/4 финала Кубка ЕГФ.
В составе сборной России участвовала в Чемпионате мира по гандболу 2015 года, где заняла 5 место.
В 2015 и 2016 участвовала в отборочных турнирах на чемпионат Европы 2016 года и Олимпийские игры 2016 года соответственно.
В первом матче на Олимпиаде против сборной Южной Кореи отбила 69 % бросков и стала лучшим игроком матча. Перед финальным матчем Олимпиады против сборной Франции Калинина отбила 34 % бросков и по этому показателю занимает шестое место на турнире.
В мае 2020 года официально перешла в гандбольный клуб «Ростов-Дон».

## Достижения

### Клубные
- чемпионка России (2016).
- 2-кратный вице-чемпион России (2009, 2010).
- 2-кратный бронзовый призер чемпионата России (2013, 2015).
- 2-кратный победитель Кубка России (2010, 2011).
- Обладатель Кубка России (2020).
- Обладатель Суперкубка России 2020

### Сборная
- Олимпийская чемпионка игр 2016 года в Рио-де-Жанейро.
- Бронзовый призер чемпионата мира 2019.

## Награды
- Орден Дружбы (25 августа 2016) — за высокие спортивные достижения на Играх XXXI Олимпиады 2016 года в городе Рио-де-Жанейро (Бразилия), проявленные волю к победе и целеустремлённость[5]
- Медаль «Слава Адыгеи» (31 августа 2016) — за высокие спортивные достижения на Играх XXXI Олимпиады 2016 года в городе Рио-де-Жанейро (Бразилия), проявленные волю к победе и стойкость, большой вклад в развитие отечественного спорта
- Медаль ордена «За заслуги перед Отечеством» I степени (11 августа 2021) — за большой вклад в развитие отечественного спорта, высокие спортивные достижения, волю к победе, стойкость и целеустремленность, проявленные на Играх XXXII Олимпиады 2020 года в городе Токио (Япония)[6]